# Singelkerk (Ridderkerk)
De Singelkerk is een kerkgebouw van de Protestantse Kerk in Nederland in de Nederlandse plaats Ridderkerk, provincie Zuid-Holland. De Singelkerk is een van de zes wijken van de Hervormde Gemeente Ridderkerk. De kerk is gelegen op een door de kerksingel omgeven voormalig kerkhof.
De geheel met houten tongewelven overdekte kerk is in 1920 evenals de toren (48.69 meter) uitgebrand en een jaar daarop hersteld.
In 1904 werd een orgel gebouwd door Michaël Maarschalkerweerd en in gebruik genomen. Na de brand van 1920 werd enige tijd later een nieuw orgel geplaatst. Een derde orgel verving het eerder geplaatste orgel. Dit orgel werd op 9 november 1972 in gebruik genomen.
De kerk is erkend als rijksmonument.

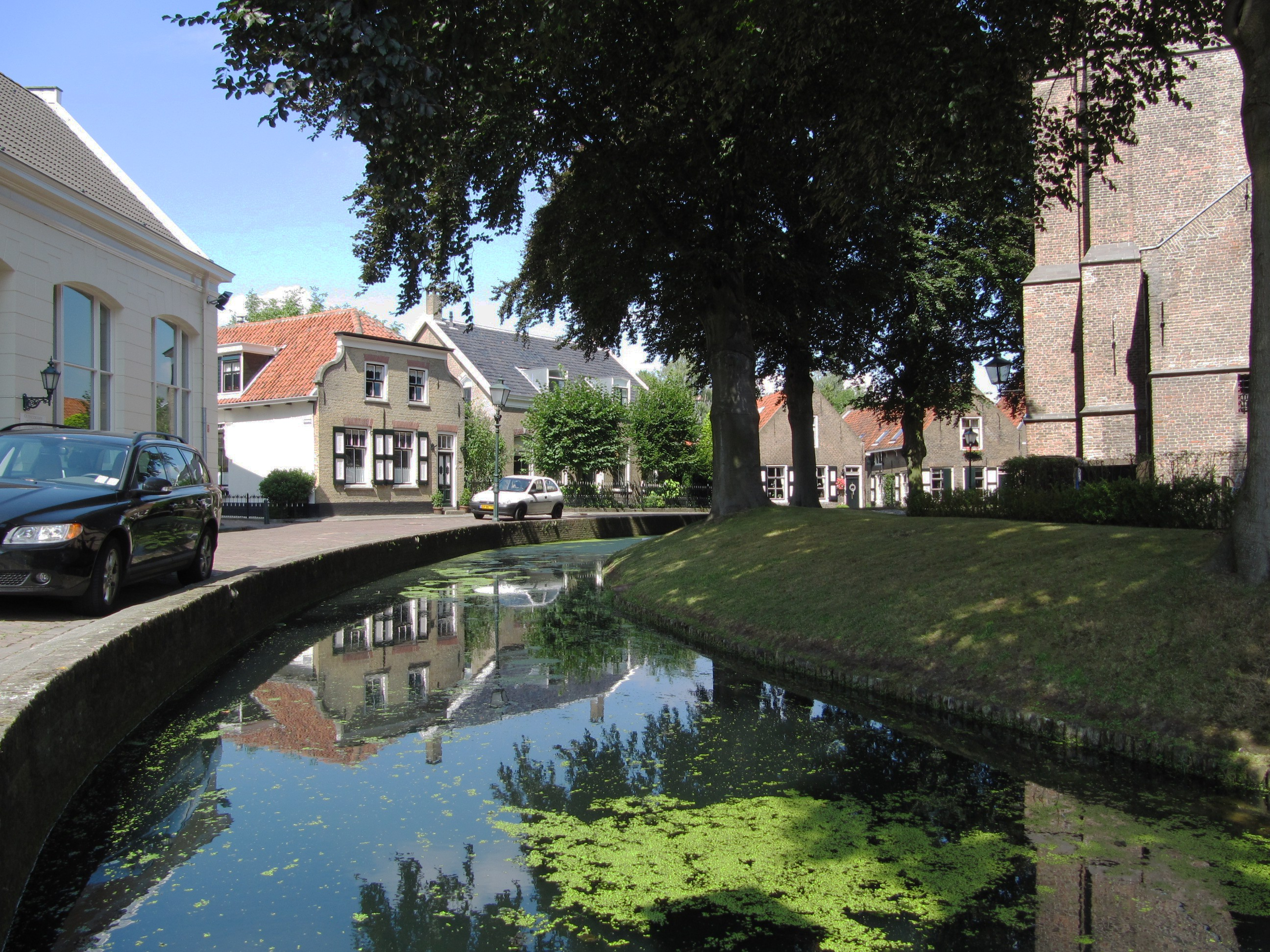
De singel
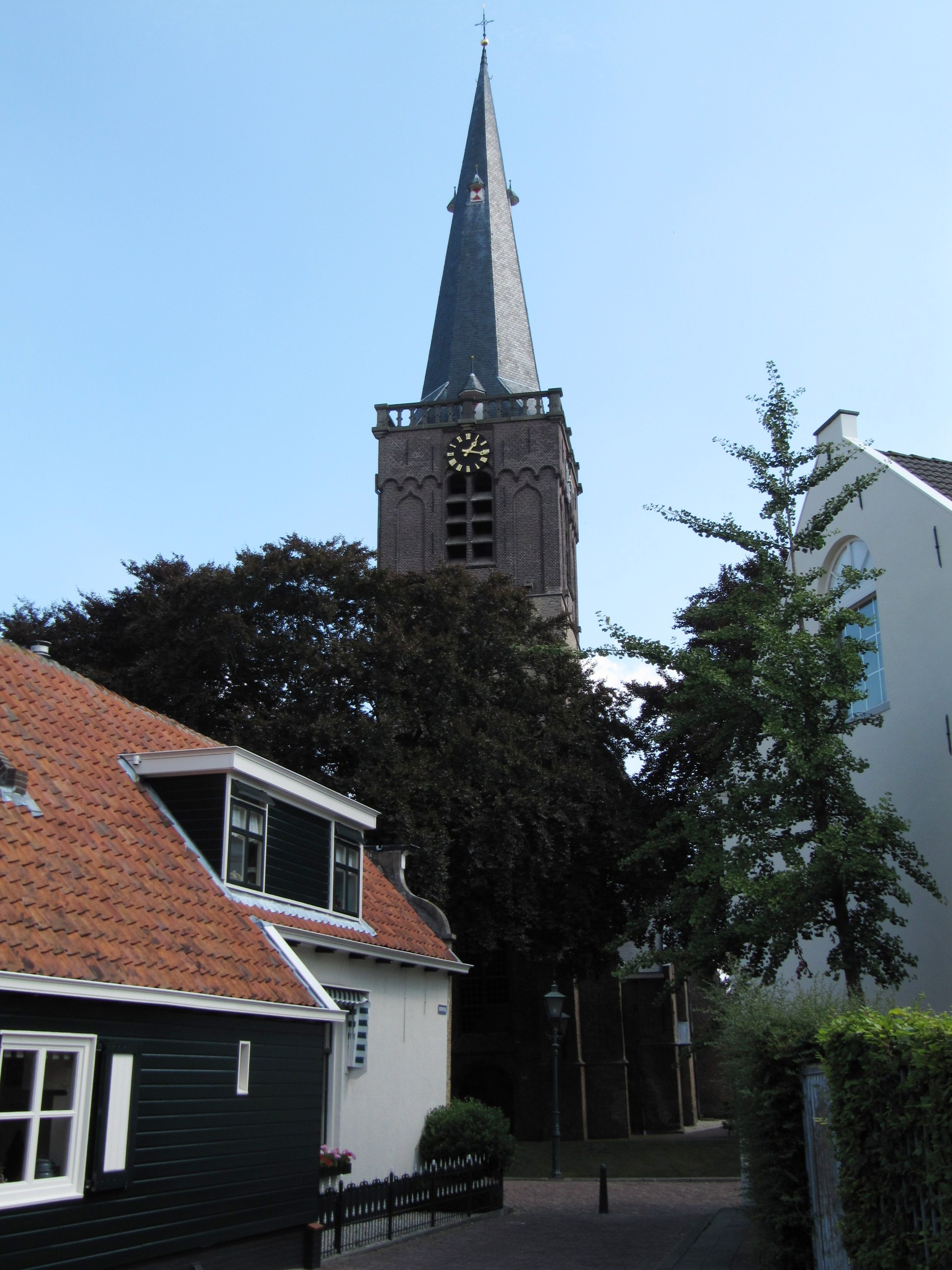
De kerktoren